# اسمولچف-مالینوفسکی
اسمولچف-مالینوفسکی (به لاتین: Smolchev-Malinovsky) یک منطقهٔ مسکونی در روسیه است که در آدیغیه واقع شده‌است.